# Grand Prix de Saint-Hilaire-du-Harcouët
Le Grand Prix d'ouverture de Saint-Hilaire-du-Harcouët est une course cycliste française disputée à Saint-Hilaire-du-Harcouët, dans le département de la Manche. Créée en 1955, cette épreuve inaugure habituellement la saison cycliste en Normandie. Elle fait partie du calendrier national de la Fédération française de cyclisme. 
Benoît Legrix détient le record de victoires sur la course, avec quatre succès obtenus entre 2002 et 2006. En 2009, la compétition est remportée par Dimitri Champion, devenu quelques mois plus tard champion de France sur route.

## Palmarès
| Année | Vainqueur             | Deuxième                  | Troisième           |
| ----- | --------------------- | ------------------------- | ------------------- |
| 1955  | Roland Marie          | Jacques Leprince          | Pierre Blandel      |
| 1956  | Jean Jacquette        | Raymond Guilbert          | Maurice Jamois      |
| 1957  | Albert Léon           | Maurice Jamois            | Eugène Grosdoit     |
| 1958  | Michel Bellay         | Alexandre Delanoë         | René Herbette       |
| 1959  | Raymond Gérault       | M. Boyer                  | Maurice Laisne      |
| 1960  | Jean Lecesne          | René Delamaire            | Jean Blot           |
| 1961  | Jean Lecesne          | Louis Mabire              | André Ruquay        |
| 1962  | annulé                |                           |                     |
| 1963  | Raymond Guilbert      | Gérard Durel              | Roland Mangeas      |
| 1964  | Francis Ducreux       | Raymond Guilbert          | Nozin               |
| 1965  | Jacky Hurel           | Jacky Chan-Tsin           | Joseph Thomin       |
| 1966  | Jacky Hurel           | Serge Pacary              | Le Forestier        |
| 1967  | Daniel Vermeulen      | Jean-Claude Saint-Riquier | Michel Lemaignan    |
| 1968  | Jean-Pierre Tréhel    | Daniel Fouchard           | Jean Belloir        |
| 1969  | Gérard Durel          | René Dandre               | Guy Grimbert        |
| 1970  | Alain Meslet          | Louis Coquelin            | Henri Bourillon     |
| 1971  | Patrick Béon          | Jean-Marie Verdure        | Serge Pacary        |
| 1972  | Michel Coroller       | Pierre Trochu             | Michel Rauline      |
| 1973  | Jacky Tsan-Chin       | André Simon               | Claude Badin        |
| 1974  | annulé                |                           |                     |
| 1975  | Claude Hauvieux       | Michel Lemaignan          | Jacky Gadbled       |
| 1976  | Jacky Gadbled         | L. Brault                 | Johanny Lalanne     |
| 1977  | Michel Rauline        | Paul Mabire               | Gérard Macé         |
| 1978  | Daniel Yon            | Paul Mabire               | Jean-Marie Guérin   |
| 1979  | Patrice Testier       | Michel Riou               | Paul Mabire         |
| 1980  | Jean-Michel Avril     | Michel Lemaignan          | Pascal Churin       |
| 1981  | Gérard Macé           | Paul Mabire               | Philippe Durel      |
| 1982  | Pascal Churin         | Philippe Tesnière         | Patrick Pagnon      |
| 1983  | Pascal Churin         | Jean-Marc Hoyeau          | Albert Pioline      |
| 1984  | Paul Mabire           | Philippe Gorlin           | Joël Hurel          |
| 1985  | Serge Brionne         | Gilles Carlin             | Philippe Gontier    |
| 1986  | François Leveau       | Pascal Churin             | Samuel Rocher       |
| 1987  | Pascal Pfinder        | Jean-Marc Taburel         | Denis Tréol         |
| 1988  | Patrick Pagnon        | Pascal Churin             | Gilles Daniel       |
| 1989  | Pascal Pfinder        | Ludovic Dorchy            | Bruno Poussard      |
| 1990  | Fabrice Taillefer     | Pascal Pfinder            | Richard Vivien      |
| 1991  | Christophe Buffet     | Gaël Harde                | Laurent Fraboulet   |
| 1992  | Claude Carlin         | Marceau Pilon             | Olivier Adam        |
| 1993  | annulé                |                           |                     |
| 1994  | Christian Bazile      | Gilles Carlin             | Fabrice Couprit     |
| 1995  | Éric Frutoso          | Fabrice Couprit           | Cyril Bos           |
| 1996  | Thierry Masschelein   | Cyriaque Duval            | David Dumont        |
| 1997  | Christophe Leroscouet | Stéphane Foucher          | Mickaël Fouliard    |
| 1998  | Franck Pencolé        | Hans Lechevalier          | Cédric Loué         |
| 1999  | Jean-Philippe Rouxel  | Franck Vermeulen          | Ludovic Turpin      |
| 2000  | Sébastien Fouré       | Samuel Cheval             | Gwénaël Lambert     |
| 2001  | Nicolas Gand          | Tony Macé                 | Mickaël Leveau      |
| 2002  | Benoît Legrix         | Dany Caprais              | Jérôme Boudet       |
| 2003  | Benoît Legrix         | David Bréard              | Jean-Philippe Yon   |
| 2004  | annulé                |                           |                     |
| 2005  | Benoît Legrix         | Mickaël Boulet            | Dimitri Champion    |
| 2006  | Benoît Legrix         | Étienne Pieret            | Frédéric Lubach     |
| 2007  | Gaylord Cumont        | Frédéric Lecrosnier       | Benoît Legrix       |
| 2008  | Guillaume Blot        | Gaylord Cumont            | Franck Vermeulen    |
| 2009  | Dimitri Champion      | Kévin Lalouette           | Benoît Legrix       |
| 2010  | Alexis Bodiot         | Julien Guay               | Flavien Dassonville |
| 2011  | Tomasz Olejnik        | Clément Saint-Martin      | Julien Guay         |
| 2012  | Cyrille Patoux        | Franck Vermeulen          | Théo Vimpère        |
| 2013  | Samuel Plouhinec      | Alexandre Lemair          | Alexis Gougeard     |
| 2014  | Dany Maffeïs          | Alexandre Delétang        | Alexis Isérable     |
| 2015  | Ronan Racault         | Mickael Olejnik           | Benoît Poitevin     |
| 2016  | Erwan Brenterch       | Vincent Ginelli           | Christopher Piry    |
| 2017, | Julien Guay           | Alexis Guérin             | Clément Davy        |
| 2018  | Alexandre Billon      | Guillaume Millasseau      | Cédric Delaplace    |
| 2019  | Darragh O'Mahony      | Matis Louvel              | Arnaud Pfrimmer     |
| 2020  | Maxime Dransart       | Dylan Guinet              | Sébastien Havot     |
| 2021  | Adrien Garel          | Kévin Boyer               | Florian Dauphin     |
| 2022  | Killian Théot         | Guillaume Dauschy         | Ronan Racault       |
| 2023  | Killian Théot         | Jocelyn Baguelin          | Louka Matthys       |
| 2024  | Killian Théot         | Florentin Lecamus-Lambert | David Boutville     |
| 2025  | Matthew Fox           | Louis Hardouin            | Kylian Senicourt    |